# كيا نيرس
كيا نيرس (بالإنجليزية: Kia Nurse)‏ مواليد 22 فبراير 1996 في هاميلتون، هي لاعبة كرة سلة كندية. وتحمل الرقم 11. يبلغ طولها 6 قدم 0 بوصة (1.8 م). مثلت منتخب بلادها. شاركت في دورة الألعاب الأولمبية الصيفية سنة 2016. حققت المركز الأول في بطولة أمم الأمريكتين لكرة السلة 2015.

## سجل المنافسة
شاركت في المنافسات التالية:
- الألعاب الأولمبية الصيفية 2016
- كأس العالم لكرة السلة للسيدات 2014

## الميداليات
| الميدالية | المسابقة                             |
| --------- | ------------------------------------ |
| ذهبية     | بطولة أمم الأمريكتين لكرة السلة 2015 |
| فضية      | بطولة أمم الأمريكتين لكرة السلة 2013 |
| ذهبية     | دورة الألعاب الأمريكية 2015          |

## روابط خارجية
- كيا نيرس على موقع الاتحاد الدولي لكرة السلة (الإنجليزية)
- كيا نيرس على موقع الاتحاد الوطني لكرة السلة النسائية (الإنجليزية)
- كيا نيرس على موقع كرة السلة الأوروبية.كوم (الإنجليزية)
- كيا نيرس على موقع كلية كرة السلة في سبورتس رفرنس.كوم (الإنجليزية)
- كيا نيرس على موقع بروبوليرز (الإنجليزية)
- كيا نيرس على موقع سبورتس رفرنس (الإنجليزية)
- كيا نيرس على موقع سبورتس رفرنس (الإنجليزية)
- كيا نيرس على موقع اللجنة الأولمبية الدولية (الإنجليزية)
- كيا نيرس على موقع أوليمبيديا (الإنجليزية)
- كيا نيرس على موقع اللجنة الأولمبية الكندية (الإنجليزية)